# 庫爾內
50°27′29″N 28°5′45″E / 50.45806°N 28.09583°E
庫爾内（烏克蘭語：Курне），是烏克蘭北部日托米爾州日托米爾區库尔内市镇的村落及其行政中心。始建於1240年，面積5.1平方公里，海拔高度223米，2001年人口985，人口密度每平方公里193.1人。